# 尼古拉·德费尔
尼古拉·德费尔（法語：Nicolas de Fer，法語發音：[nikɔla də fɛʁ]，1646年—1720年10月25日）是法国地圖制图师和地理学家。他也是一位雕刻家和出版商。他的作品更注重数量而非质量，而且经常出现地理错误，並且其作品追求的更多的是艺术性而非准确性。